# اولیور (پنسیلوانیا)
اولیور (به انگلیسی: Oliver) یک منطقهٔ مسکونی در ایالات متحده آمریکا است که در پنسیلوانیا واقع شده‌است. اولیور ۲٬۵۳۵ نفر جمعیت دارد.